# L'amore dell'Eterna Sapienza
L'amore dell'Eterna Sapienza (in francese, L'amour de la Sagesse Eternelle) è la prima opera di san Louis-Marie Grignion de Montfort.

## Contesto storico
L'amore dell'Eterna Sapienza è una delle opere più importanti di san Luigi Maria e costituisce la base sulla quale ha scritto tutte le altre opere e in particolare il Trattato della vera devozione alla Santa Vergine. Scrisse L'amore dell'Eterna Sapienza nel 1703 mentre si trovava a Parigi, dopo aver lasciato l'ospedale Salpêtrière e prima di recarsi dagli eremiti di Mont-Valérien, trascorse qualche mese in una piccola casetta vicino al noviziato dei gesuiti. Non avendo incarichi da svolgere, si dedicò alla preghiera, alla meditazione e alla lettura, sfruttando la biblioteca che i gesuiti gli avevano messo a disposizione, e quindi alla stesura della sua prima opera.
L'amore dell'Eterna Sapienza rappresenta una sorta di anteprima di tutta la sua dottrina, di cui alcuni punti saranno maggiormente elaborati nelle opere successive.

## Contenuto

### La «scienza necessaria»
Luigi Maria inizia questa sua prima opera spiegando che l'"Eterna Sapienza" è una «scienza necessaria» che per questo va ricercata:
(L'amore dell'Eterna Sapienza, 11)

### La vera e la falsa sapienza
Spiega poi che esistono vari tipi di "Sapienza" distinguibili in due categorie "la vera e falsa sapienza".
Quella falsa «è il gusto della menzogna velata dall'apparenza di verità. Quella falsa è la sapienza o prudenza del mondo, e lo Spirito Santo la distingue in terrena, carnale e diabolica.»; quella vera che distingue in "naturale e soprannaturale" è «il gusto della verità senza menzogna o travestimento. Quella naturale è la conoscenza delle cose naturali viste in modo eminente nei loro principi; la soprannaturale è la conoscenza delle cose soprannaturali e divine nella loro origine.»; a sua volta la "sapienza soprannaturale" la distingue in "sostanziale e increata" e in "accidentale e creata": «quella accidentale e creata è la comunicazione che la sapienza sostanziale ed increata fa di sé stessa agli uomini, cioè è il dono di sapienza. La sapienza sostanziale ed increata, invece, è il Figlio di Dio, la seconda Persona della SS. Trinità, cioè la Sapienza eterna nell'eternità, e Gesù Cristo nel tempo.».

### La Sapienza e il Creato
Prosegue parlando dell'origine della Sapienza citando Paolo di Tarso, il Vangelo, alcuni passi biblici e Agostino di Ippona senza usare parole sue per: «[...] timore di diminuirne lo splendore e la sublimità».
Passa quindi ad esporre le "meraviglie della sapienza divina" nella creazione del mondo: «la Sapienza eterna ha incominciato a risplendere fuori del seno di Dio quando, al termine di un'intera eternità, creò la luce, il cielo e la terra. [...] Lei ha steso i cieli, ha disposto con ordine il sole, la luna, le stelle e i pianeti; lei ha gettato le fondamenta della terra, ha stabilito i limiti e le leggi del mare e degli abissi, ha plasmato le montagne, ha dosato, equilibrato tutto, perfino le sorgenti.»; e nella creazione dell'uomo: «se la potenza e la dolcezza dell'eterna Sapienza hanno tanto rifulso nel creato, nella bellezza e nell'ordine dell'universo, molto più han brillato nella creazione dell'uomo. Questi infatti è il suo meraviglioso capolavoro, la viva immagine della sua bellezza e delle sue perfezioni, l'eletto vaso delle sue grazie, il mirabile tesoro delle sue ricchezze e l'unico suo vicario in terra.»; e dopo il peccato originale presenta la "bontà e la misericordia della sapienza divina": «davanti alla rovina del povero Adamo e dei suoi figli, la Sapienza eterna è vivamente commossa. [...] Non vede nessuno nell'universo in grado di espiare la colpa dell'uomo, di soddisfare la giustizia e di placare l'ira di Dio. [...] così l'amorosa e augusta sovrana offre se stessa in sacrificio al Padre per risarcire la sua giustizia, calmare la sua collera, strappare l'uomo dalla schiavitù del demonio e dalle fiamme dell'inferno e meritargli un'eternità felice.».
Approfondisce questo legame tra la "Sapienza" e l'uomo spiegando che: «la Sapienza ha tanto desiderio dell'amicizia degli uomini, che per conquistarsela ha composto un apposito libro, in cui manifesta il proprio valore e i desideri che sente di loro. Il libro è come una lettera di un'innamorata all'amato per guadagnarne l'affetto.» e che per manifestare ulteriormente quello legame con l'uomo, si è incarnata nel Cristo: «infine l'eterna Sapienza, per avvicinarsi ancor più agli uomini e dimostrar loro più sensibilmente il suo amore, è giunta fino ad incarnarsi, divenir bambino, farsi povero e morire per essi sulla croce.».

### Ancora su falsa e vera sapienza

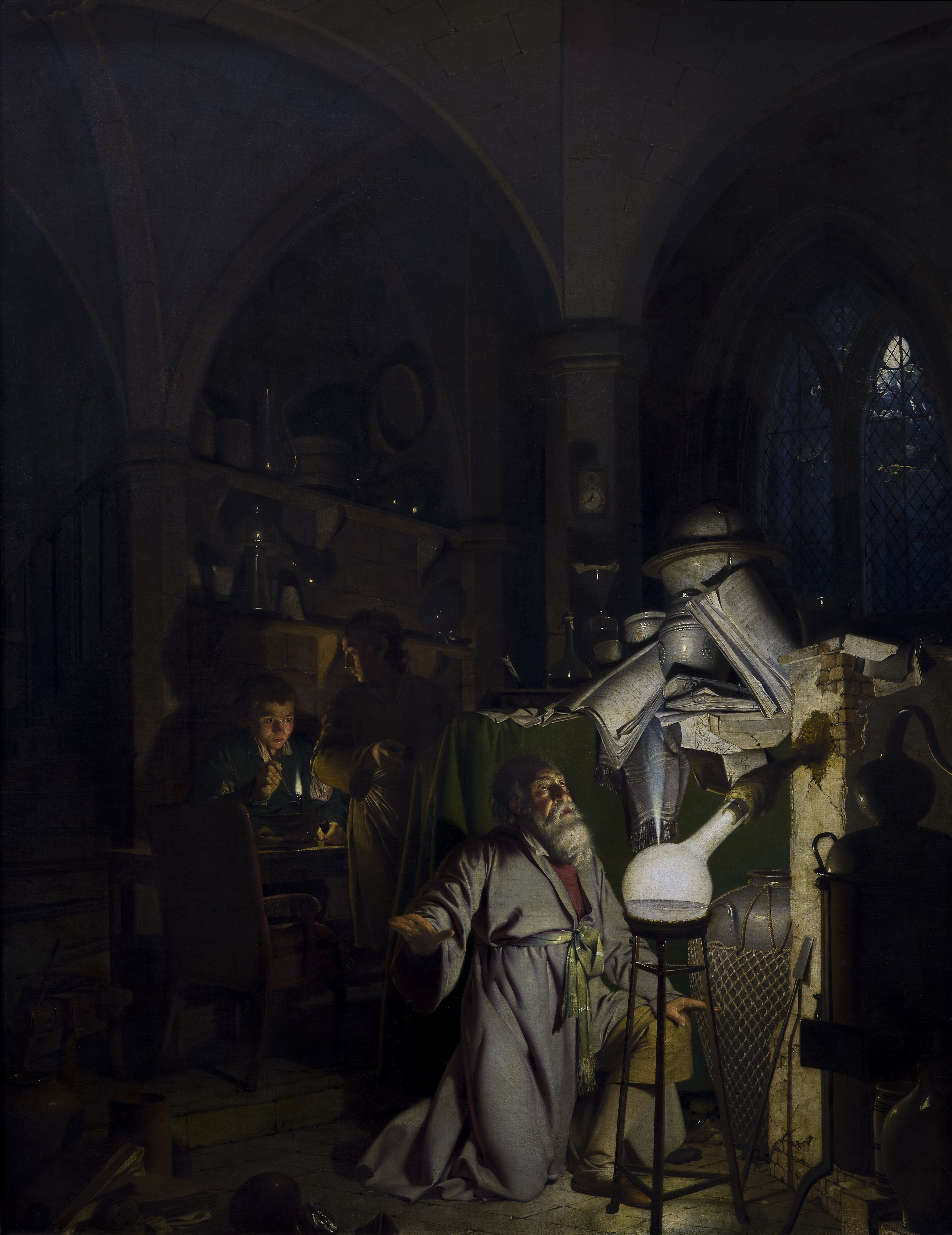
L'alchimista in cerca della Pietra Filosofale (1771) di Joseph Wright of Derby (Derby Museum and Art Gallery, Derby, Regno Unito).

Come farà anche nel "Trattato di vera devozione", passa a spiegare qual è la "vera Sapienza" che distingue dalla "sapienza mondana" che è: «[...] una perfetta conformità alle massime ed alle mode del mondo. È una tendenza continua verso la grandezza e la stima. È la ricerca costante e subdola del proprio piacere e interesse, non in modo grossolano e stridente con il quale si commetterebbe un peccato di scandalo, ma in modo fine, ingannatore e astuto. Altrimenti, anche secondo il mondo non sarebbe più sapienza ma libertinaggio.». La "vera Sapienza", che chiama anche "sapienza naturale" invece è: «[...] una conoscenza eminente della natura nei suoi principii.
Essa fu comunicata con pienezza a Adamo nello stato di innocenza, fu concessa con abbondanza a Salomone, e nel corso dei secoli qualche altro grande personaggio ne ricevette una parte, come insegna la storia.».
Condanna quei filosofi e alchimisti che vogliono raggiungere la sapienza tramite il loro studio: «[...] è vero che la filosofia della scuola, se studiata cristianamente, apre lo spirito e lo rende capace di scienze superiori; tuttavia essa non darà mai la pretesa sapienza naturale tanto vantata nell'antichità. La chimica o alchimia, vale a dire la scienza di dissolvere i corpi naturali e di ridurli nei loro principi, è ancor più vana e dannosa. Tale scienza, anche se risponde oggettivamente al vero, ha raggirato e ingannato un'infinità di persone, riguardo al fine ch'esse si proponevano; e io non ho dubbi, per acquisita esperienza personale, che il demonio se ne serva oggi per far perdere denaro e tempo, la grazia e persino l'anima, col pretesto di trovare la pietra filosofale.»

### I doni dell'Eterna Sapienza
Elenca quindi i doni che riceve chi possiede l'"Eterna Sapienza":
- «acutezza del mio spirito nei giudizi»;[14]
- «la capacità di farla conoscere agli altri»;[15]
- «versa in cuore gioia, dolcezza e pace indicibili»;[16]
- tutti i doni dello Spirito Santo cioè le virtù teologali, cardinali e morali;[17]
- e infine l'Eterna Sapienza «ispira loro grandi imprese per la gloria di Dio e la salvezza delle anime. E per metterli alla prova e renderli ancora più degni di sé, procura loro grandi lotte e riserva loro contraddizioni ed ostacoli in quasi tutto quello che intraprendono. Ora permette al diavolo di tentarli, ora al mondo di calunniarli e disprezzarli, ora ai loro nemici di sopraffarli ed abbatterli, ora ai loro amici e parenti di abbandonarli e tradirli. Qui procura una perdita di beni, lì una malattia...qui un'ingiustizia, lì una tristezza ed un abbattimento. [...]».[18]

### La Sapienza e Cristo: la Croce

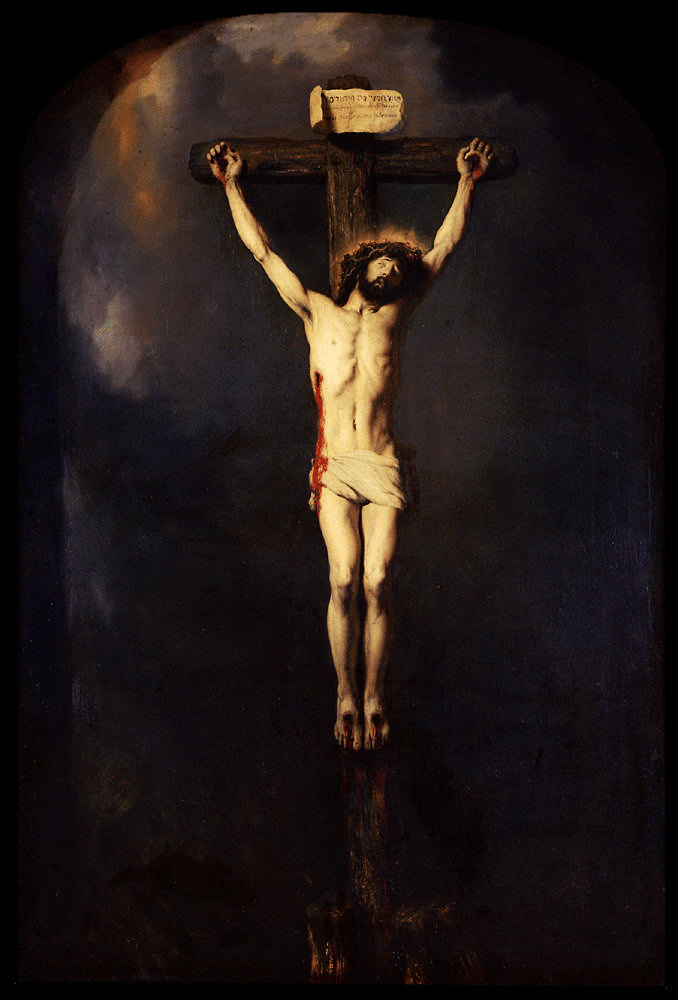
Cristo crocifisso di Jan Lievens, 1631, Musée des Beaux-Arts, Nancy

Passa poi ad analizzare la "Sapienza Incarnata", riassume cioè la vita di Cristo partendo dall'Annunciazione a Maria e andando ad analizzare la nascita, la vita, le sue azioni e la sua predicazione, fino alle sue sofferenze sulla Croce: «La santa Chiesa ci fa dire ogni giorno con verità: "Il mondo non lo riconobbe" (Gv 1, 10). Sì, il mondo non conosce Gesù Cristo, l'incarnata Sapienza. E ragionando sanamente, è un'assurdità conoscere quel che nostro Signore ha patito per noi e non amarlo con ardore, come fa il mondo.».
Dedica una particolare attenzione alla Croce e fa una riflessione che costituisce una delle parti più importanti di tutta l'opera:
«Ecco, secondo me, il più grande "segreto del re", il più grande mistero dell'Eterna Sapienza: la Croce.».
Inizia spiegando il rapporto tra la Sapienza e la Croce: «Questo grande Dio vuole riscattare il mondo, scacciare ed incatenare i demoni, chiudere l'inferno e spalancare il paradiso agli uomini, rendere al Padre una gloria infinita. [...] Di quale mezzo si servirà questa Sapienza? [...] Può annientare e creare con una sola parola della sua bocca; che dico? Le basta volere per fare tutto. [...] Forse che questa Sapienza incarnata apparirà gloriosa e trionfante, accompagnata da milioni e milioni di angeli o almeno da milioni di uomini scelti, e con questi eserciti, con tale splendore e maestà, senza povertà, infamia, umiliazioni e debolezze, abbatterà tutti i suoi nemici e conquisterà i cuori degli uomini con le sue attrattive, le sue delizie, le sue grandezze e le sue ricchezze? Tutt'altro! Cosa inaudita! La Sapienza vede un oggetto di scandalo e di orrore per i giudei e di follia per i pagani. Vede un pezzo di legno vile e spregevole, strumento di umiliazione e di supplizio per i peggiori scellerati e per i più infelici, detto patibolo, forca, croce.»; e poi quello tra la Croce e l'uomo: «la Sapienza vuole la croce come segno distintivo ed arma di tutti gli eletti. Infatti non accoglie nessun figlio se non l'ha come segno distintivo, né riceve alcun discepolo se non la porta sulla fronte senza arrossire, sul cuore senza disgusto e sulle spalle senza trascinarla o respingerla. [...] Non accetta alcun soldato se non la impugna come un'arma per difendersi, attaccare, sbaragliare e schiacciare tutti i suoi nemici.[...]».

### I quattro mezzi per acquistare la Sapienza
Infine nell'ultima parte dell'opera elenca quelli che chiama "quattro mezzi per acquistare la divina Sapienza".
Il primo mezzo è "un desiderio ardente", cioè desiderare di ricevere la Sapienza che essendo un «gran dono di Dio può essere una ricompensa alla fedele osservanza dei comandamenti».
Il secondo mezzo è "una preghiera continua", che rappresenta la "fatica" necessaria per ottenere "il più grande dei doni di Dio", e aggiunge poi una preghiera che ha intitolato: "Preghiera di Salomone per ottenere la divina Sapienza", alla quale raccomanda di unire anche la recita del Rosario.
Il terzo mezzo è "una mortificazione universale", cioè di: "abbandonare i beni del mondo", di non conformarsi alle mode negli abiti, nei mobili, nelle abitazioni, nei pasti; negli usi e nelle azioni, di "non credere e seguire le false massime del mondo", di allontanarsi dalla compagnia degli uomini, di mortificare il corpo "soffrendo con pazienza i malanni fisici, le molestie delle stagioni e gli attacchi delle creature durante l'esistenza e procurandosi anche qualche pena e mortificazione, come il digiuno, le veglie e le altre austerità dei santi penitenti", e infine di unire a questa mortificazione esterna anche quella del giudizio e delle volontà.
Infine il quarto mezzo è la "vera devozione a Maria": «ecco il più grande mezzo, il più meraviglioso dei segreti per avere e conservare la divina Sapienza: una tenera e vera devozione a Maria Vergine», in questa parte finale spiega brevemente cos'è la "vera devozione" e il perché questa è necessaria per consacrarsi a Dio, ma proprio per l'importanza che ricopre della spiritualità monfortana dedicare a questo argomento la sua opera principale.